# Кюльмяоя
Кюльмяоя, Питкяярвенноя — ручей в России, протекает по Питкярантскому району Карелии. Устье ручья находится в 0,8 км по правому берегу Риэниоя, в посёлке Харлу. Длина реки составляет 10 км.
Ручей имеет правый приток, вытекающий из озера Питкяярви.

## Данные водного реестра
По данным государственного водного реестра России относится к Балтийскому бассейновому округу, водохозяйственный участок реки — Водные объекты бассейна озера Ладожское без рек Волхов, Свирь и Сясь, речной подбассейн реки — Нева и реки бассейна Ладожского озера (без подбассейна Свирь и Волхов, российская часть бассейнов). Относится к речному бассейну реки Нева (включая бассейны рек Онежского и Ладожского озера).
Код объекта в государственном водном реестре — 01040300212102000011051.